# Tholus (planetaire geologie)

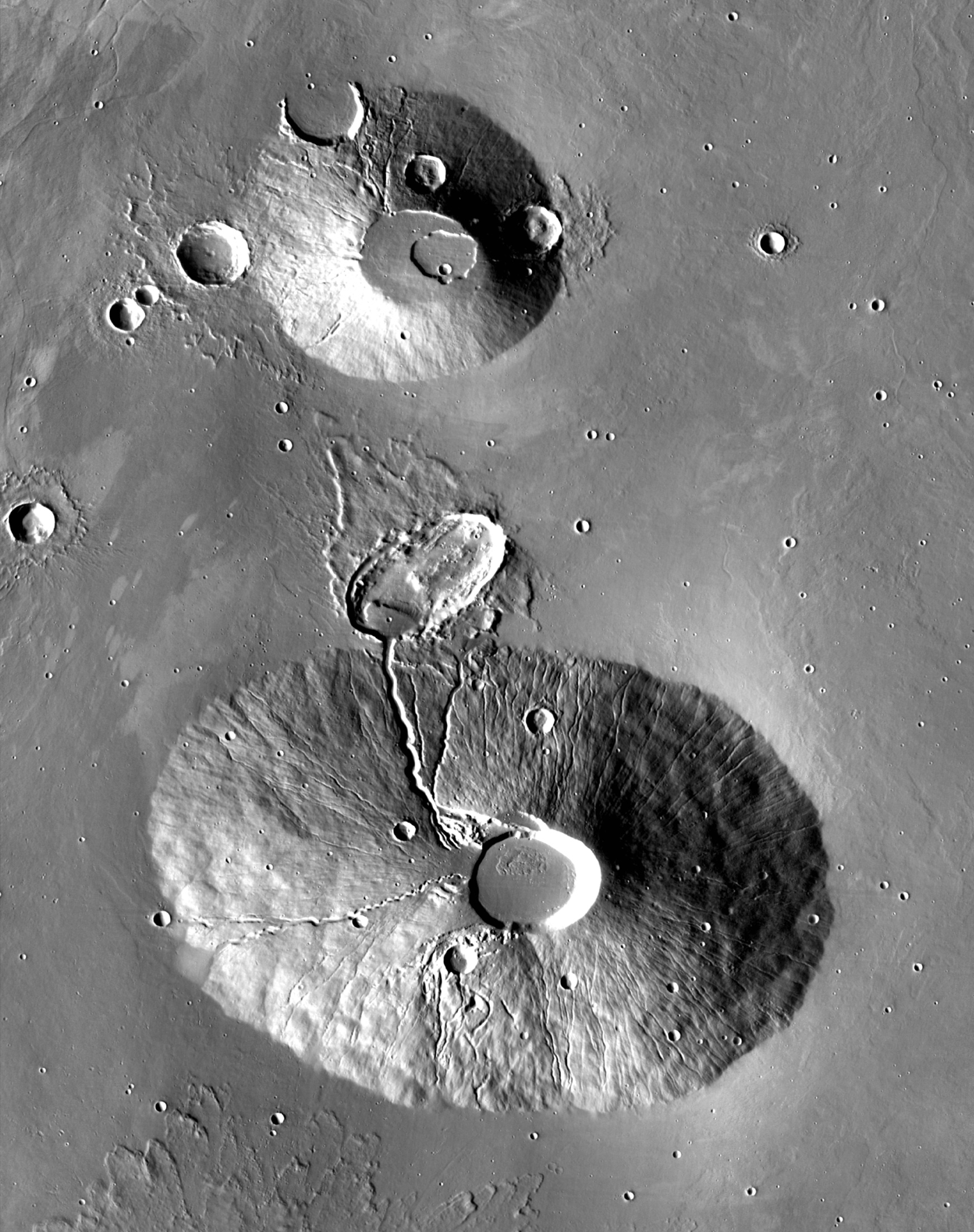
De vulkanen Ceraunius Tholus (onder) en Uranius Tholus (boven) in het noordoostelijke deel van het Tharsis-gebied van Mars

Tholus (meervoud: Tholi) is in de planetaire nomenclatuur een koepelvormige heuvel of berg.
Het woord komt van het Griekse tholos (θόλος), (mv. tholoi), wat een cirkelvormig gebouw met een kegelvormig of gewelfd dak betekent. De Romeinen vertaalden het woord in het Latijnse tholus, wat koepel of dom betekent. In 1973 heeft de Internationale Astronomische Unie (IAU) tholus aangenomen als een van een aantal officiële descriptortermen voor topografische kenmerken op Mars en andere planeten en satellieten. Het voordeel van het gebruik van neutrale Latijnse of Griekse descriptoren was dat hiermee kenmerken konden worden benoemd en beschreven voordat hun geologie of geomorfologie kon worden bepaald. Veel tholi lijken bijvoorbeeld van vulkanische oorsprong te zijn, maar de term impliceert geen specifieke geologische oorsprong. 
Tholi zijn aanwezig op Venus, Mars, de planetoïde 4 Vesta, de dwergplaneet Ceres en op Jupiters maan Io.